# David López Guijarro
David López Guijarro (Palma de Mallorca, España, 3 de febrero de 2003) es un futbolista español. Juega como defensa central y su equipo es el Burgos C.F. de la Segunda División de España, cedido por el R. C. D. Mallorca.

## Trayectoria
Nacido en Palma de Mallorca, empezaría su carrera como futbolista en el fútbol base del R. C. D. Mallorca junto a su hermano gemelo Iván López y en categoría juvenil formaría parte del C. D. San Francisco.
En la temporada 2021-22, forma parte de la plantilla del R. C. D. Mallorca "B" de la Tercera División de España.
En la temporada 2023-24, debutó con el primer equipo del R. C. D. Mallorca, disputando cuatro partidos de Copa del Rey, y siendo habitual en la dinámica de trabajo del equipo de Javier Aguirre.
El 1 de febrero de 2024, renueva su contrato con el conjunto balear hasta 2027 y firma por el Elche C. F. de la Segunda División de España, cedido por el R. C. D. Mallorca hasta el final de la temporada con opción de compra. El 25 de febrero de 2024, debuta en un encuentro frente al F. C. Cartagena, que acabaría con victoria por cero goles a uno.
La temporada 2024-25 fue cedido al Burgos C.F..

## Clubes
Actualizado al último partido disputado el 21 de septiembre de 2024.
| Club                             | País   | Año       | Partidos | Goles |
| -------------------------------- | ------ | --------- | -------- | ----- |
| Real Club Deportivo Mallorca "B" | España | 2021-2023 | 70       | 2     |
| Real Club Deportivo Mallorca     | España | 2020-act. | 4        | 0     |
| Elche C. F. (cedido)             | España | 2024      | 2        | 0     |
| Burgos C.F. (cedido)             | España | 2024-2025 | 6        | 0     |